# Paulianacarus foliatus
Paulianacarus foliatus är en kvalsterart som beskrevs av Durga Charan Mondal och Chakrabarti 1982. Paulianacarus foliatus ingår i släktet Paulianacarus och familjen Lohmanniidae. Inga underarter finns listade i Catalogue of Life.